# Fábrica Pujol i Bausis

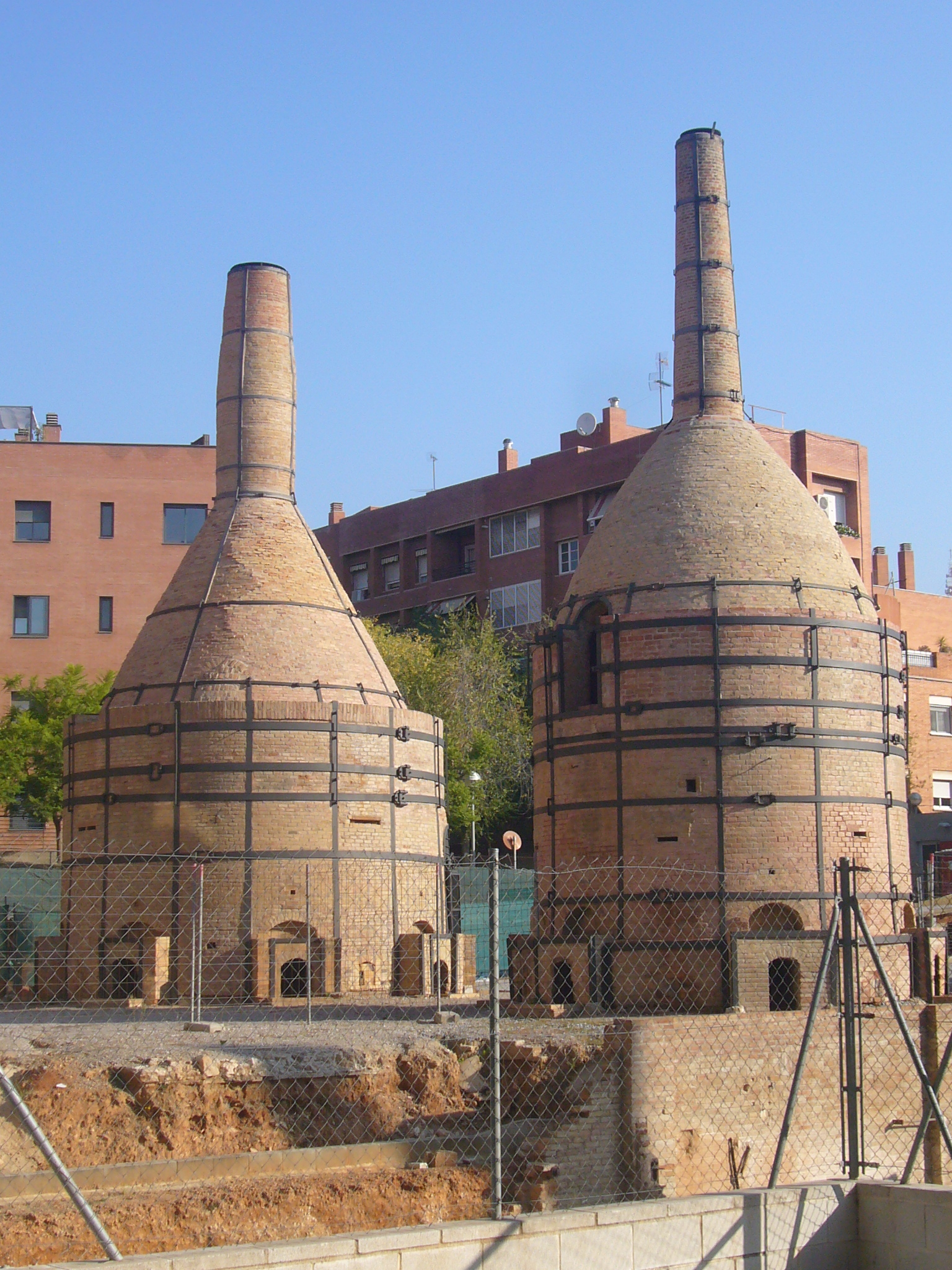
Dos hornos de la fábrica Pujol i Bausis, actualmente al descubierto, construidos en 1913-1914 y destinados a la cocción del gres y pasta blanca.

La Fábrica Pujol i Bausis, que estaba emplazada en Esplugas de Llobregat, fue una de las empresas más notables en Cataluña en el sector de la cerámica en la segunda mitad del siglo XIX y comienzos del XX. Las cualidades arcillosas de las tierras de Esplugas propiciaron el establecimiento de algunas tejerías. La fábrica Pujol i Bausis, que se había iniciado con la producción de ladrillos, se fue especializando, progresivamente, en la fabricación de baldosas y elementos decorativos.
Desde 2002 parte de las instalaciones se ha transformado en equipamiento museístico: el Museo de Cerámica “La Rajoleta”.

## Orígenes
Las primeras referencias de la fábrica de ladrillos son de 1858, si bien tuvo una actividad inestable debido a discrepancias entre sus socios fundadores, Joan Terrada y Jaume Gelbert. Cerrada y reabierta en varias ocasiones, fue alrededor de 1870-1875 cuando pasó a ser gestionada por la familia Pujol. Jaume Pujol i Baucis, emprendió la dirección de la fábrica el año 1874. En 1876 se hace propietario del 100% y sigue dirigiéndola hasta su muerte en 1892, con la ayuda de su hijo Pau Pujol y Vila.
Jaume Pujol i Bausis fue claramente el impulsor del negocio y, muy especialmente, el innovador que recondujo la actividad hacia la cerámica que tenía una fuerte demanda con los cambios de moda hacia el modernismo catalán. La introducción del vapor en 1886, la recuperación de la técnica del dorado, la constante labor de experimentación con nuevos materiales hizo que los máximos exponentes de la arquitectura de finales de siglo confiasen sus pedidos a la fábrica. ( En este período la fábrica es conocida como «la rajoleta» (la baldosita), nombre que Jaume Pujol había asignado a las piezas de 13 x 13 cm, mientras que las piezas de 20 x 20 cm las llamaba «taulells» (mostradores). Posteriormente, en 1891 Pau Pujol i Vila se encargó de la empresa, que desde entonces tomó el nombre de "Hijo de Jaume Pujol i Bausis". Fue esta una época de esplendor, en pleno triunfo del modernismo. La fábrica experimentó un fuerte crecimiento, lo que hizo incrementar la capacidad de producción con nuevos hornos que permitían una más amplia diversidad de modelos y rápida producción.

## Clientes y colaboradores

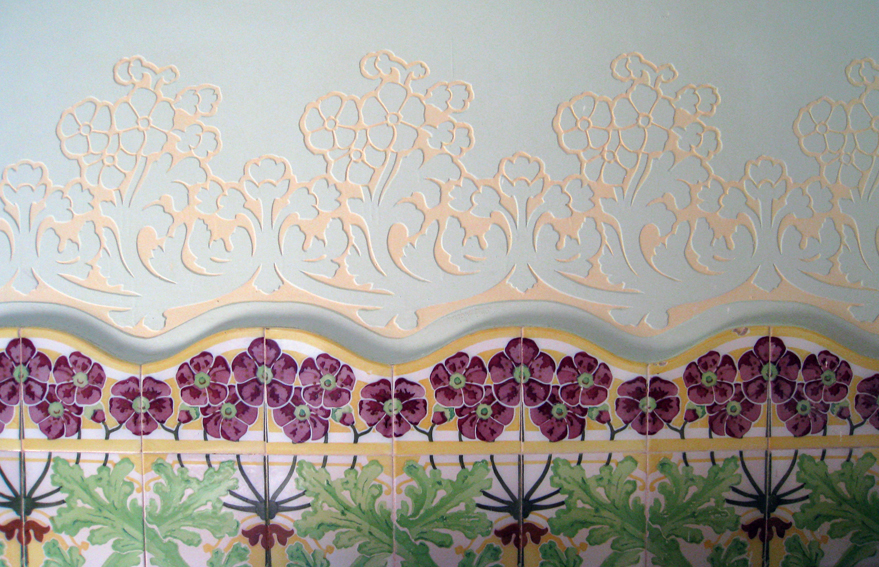
Alizar de Can Ginestar, diseño probable de Lluis Domènech i Montaner (N.28 del catálogo).

Este periodo nos brinda una impresionante lista de arquitectos y particulares que encargaban materiales en la fábrica y que colaboraban con sus diseños.
Entre los arquitectos encontramos nombres como Gaudí, Domènech i Montaner, Puig i Cadafalch, Salvador Valeri, Antoni Maria Gallissà,  Bonaventura Bassegoda, Josep Font i Gumà, Enric Sagnier, Rafael Masó, Manuel Joaquim Raspall, Josep Azemar i Pont, Lluís Muncunill. Entre los particulares encontramos la familia  Güell.
Muchos de los edificios más significativos del modernismo en Cataluña conservan azulejos de la fábrica Pujol i Bausis. Se pueden ver en el Instituto Pere Mata de Reus, en la Casa Lleó Morera, Casa Amatller, Casa Martí,  Palacio Macaya en Barcelona. La casa Puig i Cadafalch en Argentona o la Casa Coll i Regàs en Mataró.
Fue especialmente destacada la relación con artistas como Adrià Gual, Alexandre de Riquer o Lluís Brú que hicieron proyectos cerámicos por encargo de la fábrica. Brú, además de diseñador y dibujante, era mosaiquista y a la vez que colaboraba, encargaba la producción de cerámica de sus clientes a Pujol i Bausis.
En el año 1901, entró a trabajar a la fábrica como director artístico Juan Bautista Alós i Peris, que estuvo hasta 1904, corto período en que realizó una importante labor en el campo del diseño y que se necesitó una nueva ampliación de la fábrica. Otro director artístico fue Francesc Quer i Selves.

## Cierre y musealización
La fábrica, con su última denominación Industrial Cerámica Vallvé, SA, dejó de funcionar en 1984 clausurando definitivamente una empresa que había sido puntal de la cerámica industrial en Cataluña. Fue demolida por el Ayuntamiento de Esplugues en 1993 licitando las obras en algo más de 48 millones de pesetas (286.000€).
En la actualidad, Pujol i Bausis es un proyecto de patrimonio cultural de reconversión de las estructuras existentes en un nuevo espacio museístico dedicado a la cerámica y a la arqueología industrial. Se conservan seis hornos de tipo árabe, dos de ellos enterrados y de grandes dimensioens —descubiertos el verano de 1993 y el otoño de 1996—, los dos hornos de botella y la chimenea son un valioso testimonio de las vinculaciones de veintidós metros y corresponde a la salida de humos de la máquina de vapor documentada desde 1886. Los singulares cuatro hornos de tipo árabe son del siglo XIX y, posiblemente, los elementos más antiguos que se conservan. Los dos impresionantes hornos enterrados a unos nueve metros de profundidad son de grandes dimensiones, con planta circular, de unos cinco metros de diámetro y constan de dos cámaras. Los espléndidos hornos de botella, originariamente cubiertos, corresponden posiblemente a la etapa de construcción de las nuevas naves realizadas en los años 1913-1914, destinados a la cocción del gres y pasta blanca.